# Вадбольский, Алексей Иванович
Князь Алексей Иванович Вадбольский — стольник, завоеводчик и воевода во времена правления Алексея Михайловича, Фёдора Алексеевича, правительницы Софьи Алексеевны, Ивана V и Петра I Алексеевичей.
Из княжеского рода Вадбольские. Старший сын князя Ивана Тимофеевича местничавшего в 1649 году с князем Никифором Ивановичем Белосельским и упомянутый в 1660 году воеводой на Белоозере. Имел младшего брата, князя Михаила Ивановича и сестру княжну Антонину Ивановну (1645-1706).

## Биография
В 1658-1676 годах в Боярской книге показан стряпчим. В январе 1660 года послан десятым дворянином посольства на съезд с польскими послами на реку Березина в Борисов с князем и бояриным Никитой Ивановичем Одоевским.  В феврале 1664 года упомянут на обеде у Государя при приёме английского посла. В 1677-1692 годах царский стольник. В 1683 году воевода Романова. В 1685 году сделал в монастырь вклад — колокол, на котором была надпись: "7193-го (1685) февраля в день дали сей колокол вкладом на Москве за иконным рядом в монастырь Николая Чудотворца большой главе боярин Иван Тимофеевич Кондырев да стольник князь Алексей Иванович Вадбольский в вечное поминовение души окольничего Романа Фёдоровича Боборыкина и жены его Дарьи Михайловны и их сродников и весу в нём 52 пуда 20 фунтов". В апреле 1687 года сорок восьмой завоеводчик в Крымском походе. В 1689 году ему пожаловано из поместья в вотчину 200 четвертей земли в Каширском, Епифанском и Галичском уездах, из одной тысячи имевшихся поместных земель. В сентябре этого же года князю Алексею Ивановича дана царская жалованная грамота, в которой говорилось, что вотчины пожалованы за его службы, а также промыслы и храбрость предков.
Его род записан в синодик Николо-Радовицкого монастыря.

## Семья
От брака с неизвестной имел детей:
- Князь Вадбольский Василий Алексеевич — в 1686 году стольник царицы Прасковьи Фёдоровны[3], в 1687 году, вместе с отцом, завоеводчик в Крымском походе, в 1687-1692 годах царский стольник[3].
- Князь Вадбольский Иван Алексеевич — в 1686-1692 годах стольник царицы Прасковьи Алексеевны[3], в 1703 году стольник в "начальных людях".